# HD 115404
HD 115404 är en dubbelstjärna, belägen i den södra delen av stjärnbilden Berenikes hår. Den har en kombinerad skenbar magnitud av ca 6,52 och kräver åtminstone en handkikare för att kunna observeras. Baserat på parallaxmätning inom Hipparcosuppdraget på ca 90,3 mas, beräknas den befinna sig på ett avstånd på ca 36 ljusår (ca 11 parsek) från solen. Den rör sig bort från solen med en heliocentrisk radialhastighet på ca 7,6 km/s.

## Egenskaper
Primärstjärnan HD 115404 A är en orange till gul stjärna i huvudserien av spektralklass K2 V. Den har en massa som är ca 0,7 solmassor, en radie som är ca 0,8 solradier och utsänder från dess fotosfär ca 3 gånger mera energi än solen vid en effektiv temperatur av ca 5 000 K och kan därför betraktas som en solliknande stjärna.
Följeslagaren,HD 115404 B, är en röd dvärg (M0,5 V). Den har en massa som är ca 54 procent av solens massa och en radie som är ca 55 procent av solradien. De två stjärnorna kretsar runt varandra med en period av 770 år och är separerade med ca 8 bågsekunder. Stjärnparet tros ha en ålder av 5,4 till 13,5 miljarder år.